# Eris (planeta nan)
Eris (designació de planeta menor: 136199 Eris; símbol: ) és el planeta nan amb més massa i el segon objecte transneptunià més gros que s'ha descobert. Durant un temps, es va creure que era una mica més gros que Plutó. Ha estat anomenat el desè planeta pels seus descobridors, per la NASA i també pels mitjans de comunicació, però la definició de planeta de la Unió Astronòmica Internacional l'ha inclòs junt a Plutó i Ceres en la nova categoria de planetes nans. Té una òrbita molt inclinada i excèntrica amb un període orbital de 557 anys i una distància mitjana al Sol de 67,7 unitats astronòmiques, cosa que el classifica com a objecte del disc dispers. Actualment, és l'objecte del sistema solar descobert que es troba a la major distància del Sol, a 97 ua. Els seus descobridors el van batejar, de manera informal, amb el nom de Xena, per l'heroïna de la sèrie de televisió Xena: Warrior Princess. Té un satèl·lit natural anomenat, provisionalment, S/2005 (2003 UB313) 1, de manera informal provisional Gabrielle (la companya de Xena en la sèrie), i finalment de manera oficial Dysnomia (en català Disnòmia), filla d'Eris en la mitologia grega.

## Descobriment

Animació, composta de tres imatges preses en tres hores, que mostra el moviment d'Eris (a 1/5 de l'esquerra i 2/5 de dalt)

Va ser descobert per un equip de tres astrònoms (Michael Brown, Chad Trujillo, i David Rabinowitz) des de l'observatori Palomar a Califòrnia, el 5 de gener de 2005, a partir d'imatges preses el 21 d'octubre de 2003. El descobriment va ser anunciat el 29 de juliol del 2005, el mateix dia que altres dos grans objectes del cinturó de Kuiper: Haumea i Makemake.
Aquest equip d'astrònoms ha estat buscant sistemàticament objectes del sistema solar exterior durant diversos anys i ja havia estat relacionat amb el descobriment d'altres grans objectes transneptunians, com per exemple (50000) Quaoar, (90482) Orc i Sedna. Les imatges que van permetre descobrir Eris van ser preses el 21 d'octubre de 2003 durant observacions rutinàries mitjançant el telescopi reflector de 48 polzades Samuel Oschin de l'observatori del Mont Palomar. Però l'objecte no va ser descobert fins al gener del 2005, quan més imatges de la mateixa zona van mostrar la seva lenta evolució sobre el fons d'estreles. Observacions subsegüents van permetre determinar-ne l'òrbita, que al seu torn va donar una estimació de la distància al Sol i la grandària.

## Nom
L'objecte va ser designat inicialment amb el nom 2003 UB313, d'acord amb les convencions de nomenclatura de planetes menors dictades per la Unió Astronòmica Internacional. El 13 de setembre de 2006, la UAI l'ha batejat oficialment amb el nom d'Eris segons es detalla més avall.
Pel fet que totes les observacions li donen un diàmetre major que el de Plutó, potser arribe a ser considerat el desè planeta del sistema solar, categoria que, en el moment del descobriment, ja li va ser donada per la NASA i pels mitjans de comunicació. No obstant això, com que actualment està establert que hi ha cert nombre d'objectes de grandària comparable a Plutó (encara que, a part d'Eris, no n'hi ha cap que iguali o superi el seu diàmetre) en les regions més exteriors del sistema solar, l'estatus de Plutó com a planeta ha estat posat en dubte. Actualment, hi ha obert un debat entre els astrònoms sobre la definició exacta de planeta. Poc després del descobriment d'Eris, la UAI va encarregar a una comissió d'experts que prenguessin una decisió sobre el tema. La decisió s'ha anat ajornant diversos mesos i ara s'espera que pel setembre de 2006 finalment es prengui una decisió definitiva.
D'altra banda, prèviament a l'anunci del descobriment, els descobridors d'Eris l'havien batejat amb el nom de Xena, per l'heroïna de la sèrie de televisió Xena: Warrior Princess. Aquest és només un nom que els astrònoms utilitzaven entre ells, simplement perquè és més fàcil de pronunciar que les seqüències de números i lletres amb què es designa els cossos celestes abans d'atorgar-los un nom definitiu. Després de l'anunci, el nom es va fer públic i va ser utilitzat per diversos mitjans de comunicació. Però aquest nom és provisional i no ha estat enviat a la UAI per sotmetre'l a la seva aprovació. Segons els descobridors, la X de Xena és una referència al planeta X de Percival Lowell. També han declarat que volien més noms femenins per als cossos celestes i aquest és el més semblant a un nom mitològic femení que comenci per X que van trobar. L'havien reservat per al primer cos que trobessin que fos més gros que Plutó.

## Òrbita

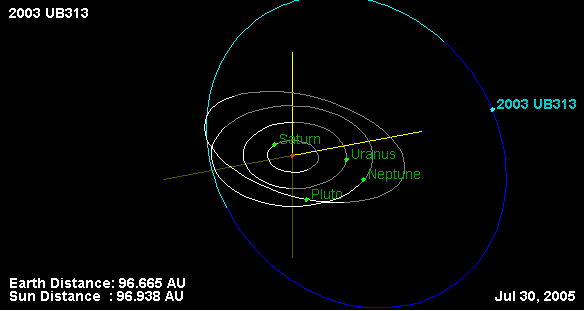
Òrbita i posició d'Eris el 30 de juliol de 2005

Eris té un període orbital de 557 anys i actualment es troba a quasi a la màxima distància possible del Sol (afeli), a unes 97 unitats astronòmiques de la Terra (14.500 milions de quilòmetres). Actualment, és l'objecte descobert que està més allunyat del Sol, tot i que es coneixen uns 40 objectes (notablement Sedna) que, encara que actualment es trobin més a prop del Sol que Eris, la seva distància mitjana al Sol és molt major.
La seva òrbita és molt excèntrica i arriba fins a unes 38 ua del Sol durant el periheli. Això és molt més que l'excentricitat de l'òrbita de Plutó (la distància de Plutó al Sol varia entre 30 i 49 ua, mentre que Neptú té una òrbita quasi circular a unes 30 ua). Al contrari que els planetes tel·lúrics i els gegants de gas, les òrbites dels quals estan aproximadament en el mateix pla que el de la Terra, l'òrbita d'Eris està inclinada uns 44° respecte a l'eclíptica (per comparació, la inclinació de l'òrbita de Plutó, la més inclinada de tots els planetes, és només de 17º). Les seves característiques orbitals el classifiquen com a objecte del disc dispers.
Té una magnitud aparent de 19, prou brillant per a ser vist amb un telescopi relativament modest. Encara que és difícil poder localitzar-lo visualment, un telescopi amb una lent o un mirall de 20 cm i un CCD pot prendre una imatge d'Eris. La raó que no hagi estat descobert fins ara és la gran inclinació de la seva òrbita, ja que la majoria de les cerques de grans objectes en les regions més allunyades del sistema solar es concentren en el pla de l'eclíptica, on es troben la majoria de cossos celestes del sistema solar.

## Mida
El diàmetre d'Eris s'ha mesurat en 2.400 ± 100 km mitjançant el telescopi espacial Hubble. Això implica que és només una mica més gros que Plutó (2.320 km), i força més petit del que s'esperava. Aquesta diferència entre el valor esperat i el mesurat és deguda al fet que els astrònoms pensaven que Eris probablement reflectia la mateixa quantitat de llum que Plutó (un 60%). Però la nova mesura del diàmetre implica que, en realitat, reflecteix un 86% de la llum que li arriba, més que qualsevol altre objecte del sistema solar excepte Encèlad.
La brillantor d'un objecte del sistema solar depèn tant de la seva grandària com de la quantitat de llum que reflecteix (albedo). Si el diàmetre de l'objecte i la seva distància al Sol són coneguts, es pot calcular fàcilment la seva albedo a partir de la seva magnitud aparent. Se sabia que el diàmetre havia de ser menor a 3.200 km pel fet que no va poder ser detectat pel telescopi espacial Spitzer. Açò ja implicava que havia de ser un objecte amb una albedo relativament alta. Es creu que l'alt valor d'albedo és degut al fet que la seva superfície està coberta de gel.
Prèviament, s'havien realitzat observacions d'emissió tèrmica a una longitud d'ona d'1,2 mm, en què la brillantor d'un objecte depèn només de la temperatura i l'àrea de la superfície. Aquestes mesures van donar un diàmetre de 3.000 km ± 270 km ± 100 km, aproximadament un terç més gran que Plutó, i una albedo de 0,60 o 0,55 ±0,10 ±0,05, dins del rang de Plutó (la primera incertesa està relacionada amb l'error de la mesura, la segona amb l'orientació desconeguda de l'objecte i la rotació). Si l'objecte té una rotació ràpida, resultant en una millor distribució de la calor i una temperatura de 23-24 kèlvins, el diàmetre probablement es trobi a la part alta del rang (3.090 km); si la rotació és lenta, la superfície visible serà més calenta ~ 27 K i el diàmetre probablement es trobarà a la part baixa del rang (2.860 km).

## Superfície
Després de la identificació d'Eris, l'equip descobridor va continuar l'estudi amb mètodes espectroscòpics realitzats amb el telescopi Gemini North, a Hawaii. La llum infraroja de l'objecte va revelar la presència de metà gelat, cosa que indica que la superfície d'Eris és, en certa manera, semblant a la de Plutó i a la de 2005 FY9, que són els dos altres únics objectes transneptunians que han revelat la presència de metà. La lluna de Neptú, Tritó, que probablement havia estat un antic objecte del cinturó de Kuiper, també presenta metà en la superfície.
Però, a diferència de Plutó i Tritó, que tenen un color vermellós, sembla que la superfície d'Eris és d'un color blanquinós uniforme que fa que reflecteixi el 86% de la llum incident. El color vermellós de Plutó probablement és degut als dipòsits de tolina en la seva superfície, i allà on aquests dipòsits enfosqueixen la superfície, la menor albedo comporta temperatures més elevades i l'evaporació dels dipòsits de metà. D'altra banda, el color blanc i la brillantor de la superfície d'Eris són deguts al fet que la possible atmosfera del planeta, formada probablement per metà i nitrogen, es troba completament congelada i cobreix de manera uniforme la superfície de l'objecte, formant una fina capa d'uns quants centímetres de gruix, reduint així els contrasts d'albedo i cobrint els possibles dipòsits de tolina.
Actualment, Eris es troba gairebé en el punt més allunyat del Sol de la seva òrbita i la temperatura a la superfície deu ser de només 30 K. La seva excèntrica òrbita provoca que d'aquí a 280 anys, quan es trobi en el punt més proper al Sol, la temperatura serà d'uns 55 K, no gaire alta però suficient per a sublimar els gels i disposar d'una tènue atmosfera.
El metà és molt volàtil i la seva presència a Eris mostra que sempre ha estat en l'extrem exterior del sistema solar, on fa prou de fred per a conservar el metà gelat, o bé que Eris té una font interna de metà per a substituir el que s'escapa cap a l'espai en forma de gas. Això contrasta amb les observacions d'un altre objecte transneptunià recentment descobert, Haumea, que revelen la presència de gel d'aigua però no de metà.

## Satèl·lit
El 10 de setembre de 2005 es va descobrir l'existència d'un satèl·lit natural d'Eris. Aquest cos va designar-se provisionalment S/2005 (2003 UB313) 1, i els seus descobridors van batejar-lo, de manera informal, amb el nom de Gabrielle, la companya de Xena en la sèrie de televisió Xena: Warrior Princess. El descobriment va fer-se mitjançant el sistema d'òptica adaptativa dels telescopis Keck, a la cima del Mauna Kea, a Hawaii.
La UAI, en donar nom oficial al planeta nan com a Eris, ha batejat oficialment el seu satèl·lit amb el nom de Disnòmia, filla d'Eris en la mitologia grega, segons es descriu més avall.
El satèl·lit és unes 60 vegades menys brillant que Eris i s'estima que el seu diàmetre és unes 8 vegades menor (uns 350 km). El seu període orbital s'ha estimat, de manera molt aproximada, en dues setmanes, però hi ha planejades més observacions que permetran mesurar-lo amb més precisió. Quan el període i el semieix major (actualment estimat en uns 36.000 km) es coneguin millor, llavors serà possible determinar la massa del sistema.
Fins ara, s'ha descobert que tres dels quatre objectes transneptunians més brillants tenen satèl·lits; en canvi, només un 10% de la resta d'objectes descoberts en tenen. Es creu que això implica que col·lisions entre els TNO més grans van ser freqüents en el passat. Impactes entre objectes de l'ordre de 1.000 km de diàmetre expulsarien grans quantitats de matèria a l'espai que s'uniria per formar una o més llunes. Es creu que va ser un mecanisme similar el que va originar la Lluna a partir de la Terra, quan aquesta va rebre l'impacte d'un cos de gran mida fa milers de milions d'anys, durant la formació del sistema solar.

## El malnom deXena
Xena no és un nom mitològic clàssic, fa referència a una sèrie del gènere d'«espasa i bruixeria», que a diferència dels gèneres purament fantàstics sobre temes relacionats amb la màgia, la bruixeria o altres elements fantàstics, combina acció èpica amb temes de màgia o bruixeria, o mites clàssics màgics.
Xena pareix ser un nom relacionat amb la paraula catalana xenòfob o xenofòbia ('poruc' o 'por dels estrangers', una neurosi), i possiblement amb Xènia (hipocorístic d'Eugènia), de la mateixa arrel de la paraula llatina xěnĭum, -i: 'present, regal, ofert als hostes en senyal d'amistat'.
Si aquest nom esdevingués oficial, es trencaria amb una tradició dins l'astronomia de posar noms mitològics als estels, similar a la que trencà Nicolas-Louis de Lacaille, quan posà noms d'aparells científics a les constel·lacions de l'hemisferi austral.

## Els noms oficialsErisiDisnòmia
El 2003 UB313 ha rebut el nom oficial d'Eris en la reunió de la UAI del 13 de setembre de 2006, i el seu satèl·lit, el nom de Dysnomia, que en grafia catalana quedaria Disnòmia.
El nom d'Eris va ser proposat per l'equip descobridor M. E. Brown, C. A. Trujillo, i D. Rabinowitz.
Mitologia descrita en la notícia de la UAI:
Eris és el nom de la deessa grega de la discòrdia i la baralla. Provoca gelosia i enveja per causar lluites i fúria entre els humans.
(El descobriment de 2003 UB313, més gros que Plutó, ha portat a la redefinició del mot planeta i la degradació de Plutó a planeta nan, enfrontant astrònoms i partidaris de Plutó com a planeta.)
A les noces de Peleus i Thetis, pares de l'heroi Aquil·les, van ser convidats tots els déus excepte Eris que, enrabiada per l'exclusió, va causar per venjar-se una baralla entre dees que dugué a la guerra de Troia.
Disnòmia és filla d'Eris i l'esperit dels «sense llei».